# Tabriz
Tabriz (antigament en català Toris o Tauris) és una ciutat del nord-oest de l'Iran, capital de l'Azerbaidjan Meridional. Té una població d'uns dos milions d'habitants i és a la riba de l'Adji Shai (Talkheh), a la zona dels turons de Sahand a 1.400 m sobre el nivell del mar. És la quarta ciutat de l'Iran, i és un centre comercial, industrial i nus de transports. Tabriz és esmentada anteriorment com a Tauris. El basar històric de Tabriz ha estat considerat Patrimoni de la Humanitat per la UNESCO el 2010.

## Geografia

### Localització
La ciutat de Tabriz està situada al nord-oest de l'Iran a la província de l'Azerbaidjan Oriental entre les muntanyes d'Eynali i la serralada de Sahand en la vall fèrtil del riu Aji. La ciutat es troba en una zona amb un alt risc tectònic i ha hagut de ser reconstruïda diverses vegades al llarg de la seva història.

### Clima
Tabriz té un clima semiàrid amb estacions regulars. La precipitació anual és d'uns 380 mm i amb unes precipitacions de neu abundants durant l'hivern.

## Història

### Rawwàdides i Banu Radyani
Tauris és el nom que va portar Tabriz antigament. En Armeni es deia Tavrezh. Formava part de l'antiga província de la Mèdia Atropatene.
L'armeni Vardan al segle xiv atribuí la fundació de la ciutat de Tauris al rei d'Armènia Khosrov I (Tiridates II d'Armènia) que va regnar del 216 fins a almenys el 238, potser fins al 252, però això no se sap per cap més font. Fou una ciutat de certa importància de l'Atropatene (la capital era Gazaka, més al sud) i no va ser teatre de cap esdeveniment i després del segle IV durant les guerres de perses i romans que van portar a la partició d'Armènia el 387, es va quedar reduïda a un poble petit. Van ser els rawwàdides els que la van engrandir i va esdevenir el centre dels seus dominis. El primer que s'hi va establir fou Al-Rawad al-Azdi vers el 759, però el que més hi va fer fou el seu fill i successor Al-Wadjna ben Rawwad, després que fou destruïda per un terratrèmol al 791.
Tauris va pertànyer a aquesta dinastia si bé durant el confusos anys de la rebel·lió de Babak un tal Muhammad ben Baith, enemic de Babak, havia ocupat els castells de Tauris i de Shahi. Tanmateix, el 840 els rawwàdides tornaven a ser a Tabriz segons l'historiador Ibn Khurradadhbih que diu que hi governava governava Muhammad ibn al-Rawwad. El terratrèmol més fort el va patir el 858 quan hi però un parell d'anys després s'havia recuperat. En aquest moments es creu que fou ocupada pels Banu Rudayni (vers 960-978) junt amb Djabrawan i Ushnuh, però els Rawwàdides devien recuperar-la i durant aquest temps en què governava l'Azerbaidjan Afshin al-Sadj (mort el març del 901) Tauris no fou inquietada per aquest emir, ni pel seu fill Diwdad, efímer successor, ni per son germà el poderós Yusuf al-Sadj (901-929) amb el qual va acabar la dinastia dels sadjides.

### Musafírides i rawwàdides
Els problemes van començar quan el general del governador ziyàrida Mardawidj, Lashkari ben Mardi, va prendre el poder a l'Azerbaidjan el 938 per a ser expulsat poc després pel kurd Daysam, que després es va enfrontar amb els musafírides. Daysam va entrar a Tauris i el musafírida Marzuban li va posar setge. Daysam va haver de sortir de la ciutat i el 942 la khutba (oració) es va fer en nom de l'emir musafírida. Tanmateix, el 943 van arribar els russos que van ocupar Bardaa i més tard la derrota musafírida davant els buwàyhides el 949 va permetre la continuïtat dels Rawwàdides com a poder independent a Tauris. Es creu que els rawwàdides eren descendents d'al-Rawwad al-Azdi que tenien arrels a la ciutat des del segle viii.
El 1029 l'emir rawwàdida Wahsudan ben Mamlan (o Mahlan) va fer matar a Tabriz un gran nombre de caps turcs oghuz (ghuzz). El 10401/1042 la ciutat fou altre cop destruïda per un terratrèmol. El 1054 l'emir de Tauris, Sayf al-Dawla wa-Sharaf al-Milla Abu Mansur Wahsudan ben Mamlan ben Abul Haidja Mawla amiri l-muminin, es va sotmetre a Toghrul Beg, que el 1058 va permetre l'accés al govern del seu fill Mamlan, fins que fou deposat el 1071 per Alp Arslan.
Tauris va esdevenir possessió seljúcida i el nom Tauris va desaparèixer substituït per Tabriz.

### Domini seljúcida i dels atabegs
Dominada pels seljúcides, durant la guerra civil entre Muhàmmad ibn Màlik-Xah i Barkyaruq, el 1101 va ser dominada pel darrer que s'hi va retirar, però a la pau del 1104 fou donada a Muhammad que hi va instal·lar com a wazir a Sad al-Mulk, però poc temps després va passar a Sukman al-Kutbi, de la dinastia dels Shah-Armin d'Akhlat (1100-1207) que la dominava vers el 1111 o 1112, però va tornar als seljúcides d'Irak. El sultà Mahmud II ibn Muhàmmad ibn Màlik-Xah (1118–1131) hi va residir el 1120, quan la ciutat era amenaçada pels georgians, i el govern local l'exercia l'atabek Kun Toghrul que va morir el 1121.
L'emir de Maragha Ak Sunkur, de la dinastia ahmadílida la va demanar a Toghrul, germà del sultà, però no la va obtenir. Mahmud va nomenar governador l'amir djuyush de Mosul però va ser assassinat a les portes de la ciutat el 1122. En morir Mahmud el 1131, va ser ocupada per son germà Masud ibn Muhammad que hi va ser assetjat pel fill de Mahmud, Dawud o Daud I ibn Mahmud, que la va ocupar i la va convertir en la capital (1132-1139) d'un domini que abraçava Azerbaidjan, Arran i Armènia. El 1139 l'esclau de Dawud, Kara Sunkur, va governar l'Azerbaidjan i Arran però va traslladar la capital a Ardabil. A la seva mort el 1140 el va succeir l'amir Djalul al-Tughruli (Shawli) però ràpidament Tabriz i l'Azerbaidjan van passar a Ildegiz, de la dinastia d'atabeks Ildegízides i Tabriz fou llavors governada altre cop pels ahmadílides de Maragha fins al 1175 en què la va ocupar Muhammad Pahlawan ibn Ildegiz quan la governava Kakr al-Din, net d'Ak Sunkur. Pahlawan la va donar en feu a son germà Kizil Arslan que en va devenir atabek (1186-1191).
El 1205 o 1206 l'emir Kara Sunkur Ala al-Din dels ahmadílides es va aliar al atabek d'Irbil i va atacar Tabriz on governava Abu Bakr, successor de Kizil Arslan. L'atac va fracassar i els ahmadilides van perdre Maragha.

### Xas de Coràsmia i mongols
El 1220 o potser el 1221 es van presentar els mongols davant la ciutat, quan era governada per l'atabek ildegízida Uzbeg ben Pahlawan, que va comprar la seva retirada, però van tornar el 1222 i l'atabek va fugir a Nakhichevan, però la resistència fou organitzada per Shams al-Din al-Tughrai i finalment els mongols es van retirar després d'obtenir un fort tribut. Ozbeg va tornar però el 1224 els mongols van tornar a arribar a la ciutat i van reclamar l'entrega dels corasmis refugiats a la ciutat, que foren ràpidament lliurats. El xa de Coràsmia Djalal al-Din Manguberti, que era a Maragha, es va presentar a la ciutat i hi va entrar el 15 de juliol de 1225, mentre Ozbeg va tornar a fugir. Djalal al-Din va organitzar des allí una expedició a Tbilisi i va derrotar els turcmans a la tribu Aywa (Al-Aywaiyya) que es dedicaven al pillatge per la regió. Djalal al-Din es va casar amb la dona d'Ozbeg i va conservar Tabriz sis anys.
El 1230 el cap turcman dels Kushyalwa, assentats a Ruyindiz, prop de Maragha, va assolar la regió de Tabriz. El 1231 Djalal al-Din va evacuar la regió que immediatament va ser ocupada pels mongols i van entrar a Tabriz sense lluita. El cap (malik) dels mongols, Djurmaghunnoyin, va establir un tribut anual i va confiar el govern a una junta de notables. Un temps després Tabriz va quedar dins el govern d'Arran i l'Azerbaidjan encomanat al malik Sadr al-Din, un persa al servei dels mongols.

### Ilkhànides
Després d'ocupar Bagdad el kan Hulagu va anar a Tabriz i va fixar la seva residència a Maragha, però després de ser derrotat pel seu rival Berke el 1263, va establir-se a Tabriz on els mercaders originaris del Kipxak (el feu de Berke) foren massacrats. El 1264, en el repartiment de feus, Hulagu va confirmar Tabriz i l'Azerbaidjan a Sadr al-Din.
Sota el kan Abaka Tabriz va esdevenir capital oficial del kanat, rang que va conservar fins a l'adveniment d'Oldjeytu (1305). El 1289 amb el kan Arghun, el ministre jueu Said al-Dawla va encarregar el govern de Tabriz a son cosí Abu Mansur. El 1294 es va produir una revolta a causa de la introducció dels assignats (čao). El 1294 el kan Ghazan va arribar a Tabriz i es va establir a un palau construït uns anys abans per Arghun al barri de Sham, a l'oest de Tabriz. Ghazan hi va fer moltes construccions, especialment un mausoleu que va ser el més alt del món musulmà, una mesquita, una madrassa xafiïta i una hanafita, un hospici per als sayyids, un hospital, un observatori, una biblioteca, un arxiu, oficines administratives, una cisterna d'aigua i uns banys. També va construir un nou mur i el seu wazir, el persa Rashid al-Din va construir també notables edificis. En aquesta època fou un centre cultural molt important amb escriptors i místics. Ghazan hi fou enterrat el 1305, però el seu successor Oldjeytu va decidir crear una nova capital a Sultaniyya. El 1317 el wazir Rashid al-Din, que havia renunciat, es va retirar a Tabriz. L'any següent va ser executat per ordre del kan Abu Said i els seus béns van ser confiscats, però el seu fill Ghiyat al-Din fou cridat altra vegada al govern pel mateix Abu Said i els va recuperar. Tanmateix, la capital va restar a Sultaniyya. El 1336 el kan Arpa va perdre la batalla de Taghatu, i Ghiyat al-Din va morir assassinat pel guanyador Ali Padshah Oyrat i els seus béns a Tabriz foren saquejats.

### Jalayírides i cobànides
El 1336 va arribar al tron Sultan Muhammad, col·locat per Hasan-i Buzurg Djalair que va fundar la dinastia Djalayírida. La capital es va establir a Tabriz. Tanmateix, el cobànida Hasan-i Kučik tenia el seu propi candidat i Hasan Buzurg es va haver de retirar a Bagdad. Hasan-i Kučik va col·locar al tron el 1340 a Muhammad Khan, dominant l'Azerbaidjan, Iraq Ajamita, Arran, Mughan i la Geòrgia. El successor de Hasan-i Kučik, son germà Ashraf, va proclamar kan a Anushirvan però el va instal·lar a Sultaniyya i ell mateix va restar a Tabriz. Va ser extremament cruel i per això va intervenir al país Janibeg, de l'Horda d'Or o Kipxak occidental, que va derrotar Ashraf en un lloc entre Khoy (Her) i Marand, i va morir a la lluita. El seu cap va ser penjat a la porta d'una mesquita de Tabriz. El poder a l'Azerbaidjan fou confiat per Janibeg a un wazir, Akhidjuk, que aviat va perdre Tabriz davant Uways ibn Hasan Buzurg de la dinastia Djalayàrida, que dominava Bagdad. El wazir Akhidjuk va recuperar Tabriz però fou atacat seguidament per Mubariz al-Din Muhammad, de la dinastia muzaffàrida de Fars, que no volia reconèixer la sobirania de Janibeg al Fars. Akhidjuk fou derrotat a Miyana i Mubariz va entrar a Tabriz el 1357, però al cap de dos anys (1359) es va retirar davant l'atac del djalayàrida Uways que va entrar a Tabriz i va matar el wazir Akhidjuk. Uways va morir el 1377 i el muzaffàrida de Fars Shah Shudja (successor de Mubariz) va marxar contra Tabriz; Husayn, fill d'Uways fou derrotat i Tabriz fou ocupada, però al cap d'uns mesos es va haver de retirar davant una revolta que havia esclatat a Udjan, i Husayn va entrar a la ciutat sense lluita. Husayn va ser assassinat a Tabriz i el va succeir el seu germà Ahmad.

### Tamerlà i tamerlànides
El 1381 Tamerlà va estar a l'Iraq Ajamita però no el va arribar a dominar de manera permanent. A principis de l'any 1385, Toktamish va enviar un exèrcit de 90.000 homes cap a Tabriz, per la via de Derbent; en aquest exèrcit hi havia dotze prínceps genguiskhànides tuluïdes; el comandant en cap era Bik Pulad (o Pir Bulad) i els seus ajudants Aisa Beg, Yagli Beg i Kazanji entre d'altres. Van creuar el Xirvan i es van dirigir cap a Tabriz que fou assetjada; el governador local no tenia capacitat per fer front a una situació així però a la ciutat hi havia Amir Wali que havia aconseguit arribar després de fugir de Rustamdar i Mazanderan, acompanyat de Mahmud Khalkhali, els quals van agafar el comandament i van posar la ciutat i rodalia en estat de defensa. Van aguantar vuit dies, però el molt superior exèrcit mongol es va acabar apoderant de Tabriz. Wali i Mahmud van poder fugir al país de Khalkhal. El saqueig va durar sis dies, fou intens i les matances indiscriminades i generalitzades. Abans d'acabar el hivern els mongols van abandonar Tabriz i van retornar a les seves llars per la mateixa via per la qual havien vingut.
El 1386 Ahmad ibn Uways, el sultà jalayírida, va sortir de Bagdad i va anar cap a Tabriz per defensar aquesta ciutat de nous atacs. Tamerlà va iniciar una marxa ràpida cap a Tabriz, deixant part de l'exèrcit a Nihawand sota Shaikh Ali Bahadur. Però no calia córrer perquè Ahmad, que havia arribat a Tabriz, quan va saber que Timur es dirigia a la ciutat, la va abandonar i va retornar a Bagdad. Sense líder, Tabriz no tenia altra opció que rendir-se; els notables, amirs i caps religiosos van acudir a Timur i van suplicar per les seves vides. Tabriz no oferiria cap resistència i fou respectada (després del saqueig de l'any anterior ja poca cosa quedaria). Va entrar a Tabriz sense perdre ni un sol home. Timur va acampar a Shanab Ghazan. Els principals amirs i notables timúrides van acordar allí la suma que hauria de pagar Tabriz per poder evitar la destrucció de la ciutat i la mort dels seus habitants (la ciutat va haver de pagar un elevat rescat). Durant tot l'estiu Timur va romandre a l'Azerbaidjan on els líders locals un per un van anar a retre-li homenatge. Els millors artesans, artistes, matemàtics i científics van ser enviats a l'est, unint-se a col·legues de les terres capturades abans, per adornar la creixent capital de Samarcanda. Tal va ser la importància de Tabriz dins dels seus dominis en expansió que el seu govern es va conferir a Muhammad Sultan, el jove fill del difunt Jahangir, l'estimat primogènit de Timur que havia mort una dècada abans. Per una vegada una ciutat conquerida, es va aixecar i va començar a prosperar, com resulta de la descripció de Clavijo 18 anys després. L'amir Sariq Adel, acusat de malversació de les quantitats recaptades a Tabriz, fou executat (se’l va tirar de dalt d'una muralla) i la seva casa fou saquejada.
Tabriz era un centre de comerç internacional; mercaders i caravanes arribaven del Khurasan (província mongola) i anaven a Bagdad o de Bagdad fins a la Xina; altres arribaven del Caire, Damasc, Alep, Antioquia Constantinoble o Trebisonda, sempre passant per Tabriz. També hi passaven els pelegrins que anaven a la Meca. Fins i tot arribaven de l'Índia comerciants que venien o anaven al port del Regne d'Ormuz. Les muralles mesuraven 25.000 passos (9.000 les d'Herat i 10.000 les de Samarcanda) i tota la regió tenia 1.250.000 habitants segons les 200.000 cases que va calcular Clavijo.
Cap a novembre de 1398 Miran Shah, que governava a Pèrsia com a virrei (Sultaniya, Tabriz, el Caucas i l'Iraq Arabí), va anar de cacera a la vora de Tabriz, a la zona de la tomba de Pir Omar Naq Shirwan i quan intentava agafar una cabra va caure del cavall i va quedar inconscient; va tardar a recuperar la consciencia i després va tenir diversos desmais durant tres dies. El cop va alterar el comportament del príncep. Des de llavors el tresor es va dilapidar i va fer destruir molts edificis públics notables entre altres fets irracionals. els notables de Tabriz conspiraven contra Miran Shah; va fer una expedició a Bagdad però als dos dies, les notícies sobre la conspiració a Tabriz (i fins i tot la revolta oberta d'algun notable) el van obligar a retornar a tota velocitat; a Tabriz va fer executar a tots els que foren acusats de conspirar inclòs el cadi local. El 1399 Timur va enviar Timur Khoja ibn Akbugha i Jalal al-Islam a Tabriz per anunciar la deposició de Miran Shah i arrestar els seus principals amirs i col·laboradors. Els favorits de la cort, principalment músics i erudits, considerats instigadors dels excessos de Miran Shah, van ser tots executats, entre els quals Mawlana Muhammad del Kuhistan, cèlebre cientific i poeta, i Kutb al-Din de Mossul, un famós músic, però també diversos altres favorits de la cort. El mateix Miran Shah va escapar del càstig capital i només fou rellevat del seu govern però se li va ordenar romandre amb l'emperador en la campanya que s'iniciava. El 1403 era governador de Tabriz i l'Azerbaidjan l'amir Bayan Kutxin.
El 1404 Timur va decidir concedir el govern del territoris de Baylakan, Bardaa, Ganja, Arran, Armènia, Geòrgia i Trebisonda, que abans depenien del govern de Tabriz (el Takhi-i-Hulagu) que va dirigir Miran Xah, al seu net Khalil Sultan; altres territoris de l'antiga corona d'Hulagu havien passat en part a Abu Bakr (el fill gran de Miran Shah, que va rebre l'Iraq Arabí amb Bagdad i les seves dependències) i la resta fou concedit a Muhammad Omar (segon fill de Miran Shah), que va rebre l'Azerbaidjan amb Tabriz, l'Iraq Ajamita amb Sultaniya, i el Xirvan i Xaki i les seves dependències.

### Lluites per Tabriz
Durant els anys 1404 i 1405 l'Azerbaidjan i Tabriz va estar en mans del príncep Muhammad Umar ibn Mihran Shah i Bagdad estava sota l'administració del seu germà Abu Bakr ibn Miran Shah, ambdós fills de Miran Shah. Els dos germans mantenien una certa rivalitat perquè Muhammad Umar, tot i ser mes jove que Abu Bakr, tenia preeminència sobre aquest per disposició especifica de Tamerlà establerta quan els va concedir els seus governs. Quant Abu Bakr va intentar creuar l'Iraq Ajamita per reunir-se amb el pare comú Miran Xah i anar a ajudar el tercer germà Khalil Sultan a Transoxiana, Abu Bakr fou arrestat i Miran Xah va marxar a l'exili al Khurasan (forços o voluntari).
Abu Bakr va aconseguir prendre el control de Sultaniya, on estava empresonat, mercès a complicitats locals; encara que inicialment va haver de retirar-se cap a l'est, va anar a trobar al seu pare Miran Shah, van retornar junts i van trobar molt de suport. Muhammad Umar estava lluitant al nord contra els turcman jagirlu que comptaven amb el suport de Xaikh Ibrahim de Xirvan. Quan Abu Bakr va començar a rebre adhesions al sud i això es va saber al campament de Muhammad Umar al Kur, establert a Mianej-Ghermrud, els soldats van abandonar Umar i es van passar a Abu Bakr. Umar acabava de fer una pau amb Ibrahim que no fou duradora; era lluny del front en aquell moment i s'estava dirigint cap a Tabriz acompanyat de tropes (que li van restar fidels) manades per l'amir Bayan Kutxin i el xaikh Khusraw Xah. Aquests tenien com a principal preocupació l'establiment d'impostos i l'exacció de diners i en arribar a Tabriz, en nomes dos dies van aconseguir recaptar 200 tumans iraki. Els principals habitants de Tabriz foren espoliats i alguns havien de ser enviats a Sultaniya però com que no controlava aquesta ciutat, foren enviats a l'Awjan. Quan Muhammad va retornar al campament del Kur es va trobar que els soldats ja no li eren fidels i els amirs havien anat a posar-se al servei d'Abu Bakr o del seu pare. El poder de Muhammad Umar es va enfonsar; Bayan Kutxin i el xaikh Khusraw Xah eren a l'Awjan i es van dirigir a Sultaniya on van entregar la recaptació a Abu Bakr per salvar la pell, si bé el xaikh fou penjat per ordre d'Abu Bakr. Miran Xah fou proclamat sobirà del Takhi-i-Hulagu però a Sultaniya, sense arribar a anar a Tabriz.
Muhammad Umar va fugir cap a Maragha on va fer aliança amb el cap turcman Jalik, amb Salik Barles i amb una part de la tribu dels Sulduz. Es va dirigir cap a Tabriz amb aquestes forces anant a l'avantguarda el fill de Jalik, Alikeh. Els turcmans van entrar a Tabriz (tardor de 1405) on van cometre tota mena d'abusos. Va esclatar una revolta popular que va massacrar a Khoja Pir Ali que portava la ordre de recaptar una contribució especial de cent mil peces d'or, i van tancar les portes. La ciutat va intentar un acord amb Muhammad Umar però aquest va donar l'ordre d'atac als turcmans; aleshores els ciutadans van oferir una ferotge resistència. Finalment es va acostar Abu Bakr i Muhammad Umar i els turcmans es van retirar cap a Maragha.
La popularitat d'Abu Bakr era alta aleshores i va decidir proclamar-se sultà (a Sultaniya) i apartar el seu pare Miran Xah. Bayan Kutxin fou enviat a comunicar-ho a Tabriz, topant amb la resistència de la població que es negava a deixar-lo entrar ja que pensaven que actuava pel seu compte i no en nom d'Abu Bakr. L'amir es va establir en un edifici fora muralles i va saber que venien reforços dirigits pels amirs Duldai i Khoja Berdi. L'endemà també va saber que un cos de deu mil homes liderats pels xaikhs Kapani i Imad al-Din arribava a la ciutat per combatre’l. Com que els reforços encara havien de tardar unes hores, va decidir un atac sorpresa i amb els seus 400 homes va atacar els deu mil, els va desorganitzar i derrotar; però un altre cos liderat pel turcman Xaikh Kassab estava arribant i Bayan, sense acabar la feina, es va dirigir contra Kassab i al primer xoc les tropes d'aquest es van desbandar; l'endemà al matí van arribar els reforços per a Bayan, amb nombrosos presoners dels enemics entre els quals Kassab. Bayan els va perdonar. La població, quan va saber que era Abu Bakr qui havia donat les ordres a Bayan, es va sotmetre. Dos dies després Bayan i Duldai van sortir de la ciutat cap a Maragha (d'on Muhammad Umar va fugir cap a Hamadan on el governador li romania fidel) deixant l'amir Bahlul Barles com a governador.
Abu Bakr va entrar a Tabriz el 31 de desembre de 1405. Com que era hivern fou necessari allotjar als soldats a les cases dels habitants, cosa que fou una font de conflictes. Allí va saber de l'aliança de Muhammad Umar amb els seus tres cosins (Pir Muhammad de Fars, Rustem d'Esfahan i Iskandar de Yadz). Abu Bakr va marxar en persona cap al sud, deixant el govern de Tabriz en mans de Muhammad Dawati i Zain al-Din Kazwiní; es va dirigir a Sultaniya (saquejant tot al seu pas fins i tot una caravana) i d'allí a Jurbakhan (Jerbadakan) on va acampar abans d'arribar a Esfahan (1406). Però mentre l'amir turcman Bistam Jagir, aliat de Xaikh Ibrahim de Xirvan (les tropes del qual venien darrera), es va presentar a Tabriz i el governador Muhammad Dawati, que no estava en capacitat per resistir ja que tenia poca tropa, li va enviar un delegat i es va acordar la rendició. Bistam va entrar a Tabriz (19 d'abril de 1406).
Durant uns dies tot va anar be i els dos aliats cooperaven amistosament, fins que Xaikh Ibrahim de Xirvan, que havia arribat i estava acampat a uns quilòmetres de la ciutat va començar a sentir maledicències de Bistam. Xaikh Ibrahim finalment va fer arrestar Mansur Jagir (el germà de Bistam) i el fill de Bistam. Aquest cap turcman va reunir aleshores les seves forces i va sortir de Tabriz el 29 d'abril i es va dirigir a Sarai, emportant-se diversos presoners entre els quals l'exgovernador Muhammad Dawati; va arribar a Muixkhin i va acampar a l' ilak de Feschar. Hi va haver alguna escaramussa amb la gent de Xaikh Ibrahim i aviat aquest va sortir cap a Tabriz; Bistam Jagir va acomiadar als tabrizis que anaven amb ell i es va dirigir a Ardebil, el seu feu. El 28 de maig Xaikh Ibrahim va entrar a la ciutat. Al cap d'uns dies va sortir i va acampar a Awjan però seguia mantenint el control de la ciutat.
Estant a l'Awjan va saber que el sultà jalayírida Ahmad ibn Uways, que havia estat alliberat pels mamelucs i havia aconseguit recuperar el poder a l'Irak Arabí (Bagdad) aprofitant l'absència de l'exèrcit timúrida, es dirigia cap a Tabriz. Aleshores va manifestar que com que havia estat un fidel servidor d'aquesta dinastia i ara Tabriz estava sense amo, retornava al seu país i li deixava Tabriz. Va alliberar Mansur Jagir i el fill de Bistam Jagir i els va enviar amb el seu germà i pare, i va retornar al Xirvanat. Ahmad va arribar a Tabriz vers el 10 de juliol i va ser molt ben acollit per la població; el mongol Ali Oirat i el turcman Muhammad Saru se li van sotmetre. Al front de l'administració va posar Khoja Muhammad Kejeji, l'amir Jafar, Khoja Masud Xah i Zain al-Din Kazwiní.
Inicialment Abu Bakr havia pensat a recuperar Tabriz i havia intentat un pacte de treva amb els seus cosins fills d'Umar Xaikh, però ara ho veia dificil. Va tornar a fer la guerra contra ells i va guanyar la batalla de Derguzin o Kharbereh (primavera) i es va presentar a Esfahan, triomfant també a la batalla d'Esfahan (que era la base d'operacions dels seus cosins i d'on Muhammad Umar va fugir). Sabia que Tabriz estava en mans de Xaikh Ibrahim (en aquell moment) i d'altra banda Sultaniya estava sent atacada per un amir daylamita anomenat Hajji Iraki. Va marxar en direcció a Sultaniya obligant a Iraki a fugir i a l'estiu estava en disposició de tornar a Tabriz. L'agost Ahmad ibn Uways va abandonar la ciutat cap a l'Awjan. Els amirs li van aconsellar retirar-se cap a Bagdad i així es va fer; la retirada va esdevenir una desbandada i els soldats van començar a marxar desorganitzats, cadascun pel seu compte a veure qui corria mes. L'1 de setembre de 1406, Abu Bakr va arribar a Tabriz però no hi va entrar perquè hi havia una epidèmia de pesta; es va quedar primer fora i després es va dirigir a Naxçıvan.
En aquesta zona els kara koyunlu s'havien reagrupat amb centre a la fortalesa d'Alinjak; les seves forces estaven concentrades a la vora de l'Araxes. Abu Bakr va buscar aliats per a la conquesta de Tabriz i va aconseguir l'ajut del príncep kurd Malik Izz al-Din. En una data d'octubre incerta (entre el 4 i el 27 d'octubre) els dos exercits es van trobar i es va lliurar batalla que fou favorable a Kara Yusuf. Molts soldats d'Abu Bakr van ser fets presoners. Abu Bakr va fugir a Marand. Els vencedors van entrar a les poques hores a Tabriz, que van saquejar i van matar part de la seva població o els van confiscar les propietats; l'amir Xaikh Kassab va perseguir Abu Bakr fins a Sayyidabad, però Abu Bakr va poder arribar a Sultaniya que va posar en estat de defensa i va poder passat el hivern a la província de Rayy. Kara Yusuf va fer de Tabriz la seva capital. L'estiu del 1407 Kara Yusuf va ocupar Sultaniyya temporalment i va traslladar a la població cap a Tabriz (i a Ardabil i Maragha).
Abu Bakr va buscar recuperar Tabriz i va fer aliança amb un grup de guerrers del Ja'un-i Qurban, amb el cap turcman Bistam Jagir (amb els seus germans Mansur i Masum i el fill Akhi Farrukh) i amb el cap turcman Husayn Sad (amb el seu germà Muhammad), que entre tots aportaven 25.000 soldats. El 19 d'abril de 1408 els dos exèrcits es van trobar en un lloc anomenat Sardrud, a 8 km al sud de Tabriz i Kara Yusuf va aconseguir la victòria. Miran Xah, que lluitava al costat del seu fill, va morir en aquesta batalla. Abu Bakr es va retirar cap a Sultaniya. Miran Shah fou enterrat de moment al cementiri de Surkhab a Tabriz.
L'hivern del 1408 al 1409 Kara Yusuf el va passar a Tabriz. Fou un any de sequera. El 1410 Kara Yusuf se'n va anar de Tabriz. Únicament el seu fill Xah Muhàmmad quedava amb algunes tropes aturades a l'ilak de l'Awjan.
El sultà jalayírida Ahmad ibn Uways va sortir de Bagdad cap a l'Azerbaidjan el 15 de maig de 1410 amb intenció de reclamar aquesta regió. Xah Muhammad, fill de Kara Yusuf, va sortir de l'Awjan i es va dirigir a Khoy. El 27 de juliol Ahmad va arribar a Tabriz i va enviar tropes a perseguir Xah Muhammad al qual van atrapar a Salmas i van derrotar. Però Kara Yusuf es va dirigir cap a Tabriz. Les forces jalayírides i kara koyunlu es van trobar a Asad, no gaire lluny de Tabriz (28 d'agost de 1410). En la batalla Ahmad va resultar ferit i els seus foren derrotats. Amagat Ahmad a Tabriz, fou denunciat a Kara Yusuf per un habitant anomenat Baha al-Din Julah; el cap turcman el va fer detenir, el va carregar de cadenes i el va fer condemnar a mort i fou penjat; va romandre tres dies sense enterrar fins que finalment fou enterrat a Dimaixkiya junt amb el seu pare i la mare. En la batalla van morir altres prínceps jalayírides com Xah Wali, net d'Uways I i fill de Xaikh Ali; i el príncep Sultan Ala al-Dawla ibn Ahmad, que estava detingut a la presó d'Abd al-Juz; tots dos foren també enterrats a la Dimaixkiya.
Kara Yusuf va decidir establir el càrrec de Khan pels seus dominis centrats a Tabriz. Va fer construir un tron d'or i va proclamar el seu fill gran Pir Budak com a kan a Tabriz. Li va donar corona i cinturó i li va retre homenatge. Es van fer banquets i es van repartir robes d'honor (khilah) entre els principals personatges de l'Azerbaidjan. Kara Yusuf va rebre el títol de noyan i el nom d'Abu-l Nasr Yusuf Bahadur.

### Qara qoyunlu i aq qoyunlu
Mort Kara Yusuf el 12 de novembre de 1420, l'anarquia es va apoderar dels dominis Kara Koyunlu. Mirza Baysunghur va prendre el poder a Tabriz però al cap de poc temps el timúrida Shahrukh, després de derrotar a Armènia els fills de Kara Yusuf (1421) va presentar-se a Tabriz i la va ocupar. El 1429 Iskandar, fill de Kara Yusuf, va ocupar Sultaniyya però Shahrukh el va derrotar a Salmas. El 1430 Abu Said, fill de Kara Yusuf, va rebre en feu l'Azerbaidjan després de reconèixer a Shahrukh però el 1431 fou mort per son germà Iskandar. El 1434 Shahrukh es va presentar davant Tabriz i Iskandar se'n va retirar, però son germà Djahan Shah es va sotmetre a Shahrukh i va rebre el govern de Tabriz l'any 1436.
Djahan Shah va tornar a fer de Tabriz una gran capital amb moltes construccions, especialment l'anomenada mesquita blava (Gok masdjid) obra del príncep i la seva dona Begum Khatun. En aquesta època es va introduir a Tabriz la secta Ahl-i Hakk.
Djahan Shah fou mort per Uzun Hasan Bayandurf, cap dels Ak Koyunlu, el 10 de novembre de 1467. A Tabriz dues filles d'Iskandar (el germà de Djahan Shah) van proclamar a un germà dervix anomenat Husayn Ali però la begum Khatun el va eliminar molt aviat. Llavors el boig Hasan Ali, fill de Djahan Shah i d'una dona que no era la begum, es va emparar del poder i va matar la begum i els seus parents (els Munedjdjimbashi). Ahmad es va aliar amb el timúrida Abu Said, però fou derrotat a Marand i fins i tot Abu Said va morir en aquestes lluites. El 1468 Uzun Hasan va entrar a la ciutat i la va establir com a capital. Hi va morir el 1477 i fou enterrat a la madrassa de Nasriya, construïda per ell on també més tard fou enterrat el seu fill Yakub que va regnar amb seu a Tabriz del 1477 al 1490 i hi va construir els jardins Sahibabad i el palau Hashbishit (Astibisti).

### Safàvides i otomans
Ismail el safàvida va guanyar la batalla de Sharur al Ak Koyunlu Mirza Alwand el 1500 i va entrar a Tabriz. Va instaurar la doctrina xiïta (la majoria de la població era sunnita). Ismail va sortir de la ciutat en persecució del Ak Koyunlu Mirza Alwand i aquest va aprofitar per entrar a la ciutat, però Ismail la va recobrar aviat.
El 23 d'agost de 1514 els otomans van guanyar la batalla de Čaldiran i l'1 de setembre de 1514 el wazir Dukagin Oghlu i el deferdar Piri van entrar a Tabriz, seguits pel sultà Selim el dia 6. Els turcs es van retirar el 13 de setembre de 1514 perquè els geníssers no volien seguir la campanya. Després d'això els safàvides van traslladar la capital mes a l'est, a Kazwin.
Un trànsfuga turcman, Ulama, de la tribu Tekke, antic governador de l'Azerbaidjan, va convèncer el sultà otomà Solimà I el Magnífic de tornar a Tabriz. El gran visir Ibrahim Pasha la va ocupar el 13 de juliol de 1534 i el govern de la província fou donat a Ulama. El 27 de setembre Solimà va entrar a la ciutat i s'hi va estar 14 dies. Tanmateix, a causa del fred els otomans es van haver de retirar i els perses van avançar fins a Van. El 1548 Alkas Mirza, germà del shah Tahmasp I, va convèncer altra vegada els otomans de prendre Tabriz, que fou ocupada el 28 de juliol de 1548; el sultà Solimà hi va ser 5 dies. La pau d'Amasya del 29 de maig de 1555 va retornar Tabriz a Pèrsia.
La pau es va trencar el 1585 i el gran visir otomà Ozdemirzade Othman Pasha va atacar Tabriz defensada per Ali Kuli Khan, que després d'una resistència notable es va retirar i el setembre fou ocupada pels otomans. Alguns soldats turcs van ser assassinats i la ciutat fou saquejada durant tres dies i els habitants massacrats. Othman Pasha hi va fer construir una ciutadella defensiva. L'eunuc Djafer Pasha fou nomenat governador de Tabriz. Othman Pasha va morir el 29 d'octubre de 1585 i el va substituir el governador de Van, Cighalazade, que va derrotar els perses, que atacaven la ciutat, però va quedar assetjat en ella. Durant molts dies es va combatre (fins a 48 xocs) fins que Farhad Pasha va arribar amb reforços i va fer aixecar el setge. A la pau de 1590 el Shah Abbas va haver de confirmar la cessió de Tabriz i l'Azerbaidjan i de Transcaucàsia a Turquia.
El 1603 va esclatar una revolta anomenada dels sipahis. El mateix any els perses van entrar a Tabriz, i molts turcs van ser morts per fanàtics xiïtes. El 1610 el gran visir Murad Pasha va intentar reconquerir la ciutat defensada per Pir Budak Khan, però van fracassar. El tractat de pau de 1612 va restablir l'statu quo anterior al 1590 deixant Tabriz i l'Azerbaidjan a Pèrsia.
El 1618 els turcs van tornar a atacar Tabriz i els perses van evacuar aquesta ciutat i Ardabil, però més enllà, prop de Sarab, foren derrotats per Karshkay Khan, siphasalar de Tabriz. Un nou tractat va confirmar el tractat de 1612.
El 1635 Murad IV va ordenar altra vegada la invasió de l'Azerbaidjan i va ocupar Tabriz el 12 de setembre de 1635. La ciutat fou destruïda i evacuada. El tractat de 1639 en va confirmar la possessió a Pèrsia.
El 1722 durant la invasió afganesa, Tahmasp II es va refugiar a Tabriz on fou coronat. El 1723 per un tractat va cedir les províncies de la mar Càspia a Rússia i Turquia en compensació va declarar que es veia obligada a reocupar les províncies occidentals. Tabriz fou atacada pel serasker Abd Allah Pasha Koprulu (1724) però no la va poder ocupar. L'any següent la va atacar de nou i aquest cop, i amb milers de baixes per ambdós costats, fou ocupada; la guarnició persa es va retirar cap a Arbadil (5000 supervivents d'un total de 35.000). Els turcs van tenir unes vint mil baixes.

### Kiyànides i Afxàrides
Un tractat amb l'afganès Ashraf Khan (de la dinastia Ghilzay o Kiyànida) el 1727, va confirmar Tabriz i l'Azerbaidjan i altres territoris a Turquia (fins a Sultaniyya i Abhar). Tanmateix, el 1729 Nadir Shah va derrotar els turcs manats per Mustafa Pasha a Suhaylan, prop de Tabriz, i va entrar a la ciutat el 3 d'agost. El governador del Hashtarud (el territori turc) Rustem Pasha, fou fet presoner.
En aquest moment el shah Tahmasp va prendre l'ofensiva i encara que fou derrotat a Kuridjan, prop de Hamadan, els turcs dirigits pel serasker Ali Pasha van poder recuperar Tabriz desguarnida pels afgans. El tractat de 1732 va cedir a Turquia les regions al nord de l'Araxes però Tabriz fou retornat a Pèrsia. Ocupada com estava aquesta ciutat, el seu lliurament va provocar la dimissió del gran visir. Tanmateix, com que poc després Nadir Shah va enderrocar Tahmasp II (fundant la dinastia afxàrida) i després fou derrotat a Bagdad, el governador de Van, Rustem Pasha, va reocupar Tabriz (1733). Nadir la va atacar i ocupar el 1734 i el tractat de 1736 va confirmar els territoris d'acord amb el tractat de 1639.
Vers el 1747, quan va morir Nadir Shah, el poble de Tabriz es va declarar a favor d'un pretendent anomenat Sam Mirza. Fath Ali Khan, diwan begi de Tabriz, va enviar el seu fill Rida Khan a Erzurum a demanar ajut turc per un altre candidat, suposadament un afxàrida. Tanmateix, Turquia va romandre neutral. El governador de l'Azerbaidjan Amir Arslan Khan (cosí de Nadir) es va posar al costat d'Ibrahim Khan (nebot de Nadir) contra l'altre pretendent principal Sultan Ali Shah (o Adil Shah) que era son germà. Tanmateix, després del triomf d'Ibrahim, Amir Arslan el va fer matar i es va establir a Tabriz on es va proclamar rei. Tanmateix, al cap de sis mesos va morir davant Shahrukh, net de Nadir i el poder a l'Azerbaidjan va passar a l'afgà Azad Khan, que la va perdre el 1756 davant Muhammad Husayn Khan Kadjar (o Qadjar) però poc després Fath Ali Khan Afshar, que dominava Urmia, va ocupar Tabriz.
La ciutat fou molt malmesa al terratrèmol de 1780.

### Qajars
El 1790 Aka Muhammad, fundador de la dinastia qajar, va anar a sotmetre Tabriz. En tota la zona els poders local s'havien fet independents i així en arribar alguns se li van sotmetre com Husain Khan Dumbuli, kan de Khoy. El xa va donar Tabriz en feu a aquest kan. El 1796, a la mort d'Aka, el cap de la tribu shakki, Sadik Khan, va ocupar Tabriz i va proclamar al germà d'Aka, Muhammad Ali Sultan, però els Dumbuli de Khoi van acabar sufocant aquest intent i el nou shah, Fath Ali Shah, va confirmar Tabriz a Djafar Kuli Khan, kan de Khoi. Tanmateix, el 1798 aquest kan es va aliar a Sadik, que havia recuperat Sarab i al kan Afshar d'Urmia, i van expulsar els representants del shah, esdevenint independents. Durant algun temps va poder rebutjar les tropes perses amb ajut dels kurds però el 1799 els perses van ocupar la ciutat que fou confiada a beglerbei Ahmad Khan Mukaddam de Maragha. Els Dumbuli però encara van tenir temporalment el govern de la ciutat en els següents anys.
El 24 d'octubre de 1827 la ciutat fou ocupada pel general rus Eristov, aliat amb alguns kans de la zona. El comte Paskewitx, comandant en cap rus, va venir a la ciutat i es va entrevistar amb el shah Abbas Mirza a Dih Kharrakan, i es va signar un armistici que no fou aprovat per la cort persa. Els russos van continuar l'ofensiva i van ocupar Urmia, Maragha i Ardabil, fins que el tractat de Turkmantxai (22 de febrer de 1828) va posar fi a la guerra i va establir el riu Araxes com a frontera. El 1830-1831 va patir una epidèmia de colera i pesta i la població que havia arribat a més de tres-cents mil habitants, era el 1842 de només cent vint mil.
Després d'això, Tabriz fou seu dels hereus del tron persa. El 9 de juliol de 1850 fou executat a la ciutat el Bàb, fundador de la Fe babí i precursor de Bahà'u'llàh. El 1880 fou amenaçada pels kurds de Shaykh Ubayd Allah que no hi van arribar. El 1895 la ciutat tenia uns 200.000 habitants.
La població de Tabriz era una barreja de turcs oghuz, mongols, turcmans i perses i no s'identificava amb la dinastia. El 23 de juny de 1908 va esclatar a Tabriz la revolució. El príncep Ayn al-Dawla va rodejar i bloquejar la ciutat (1909). Gran Bretanya i Rússia van acordar l'enviament de soldats, oficialment per assegurar l'abastiment dels consolats europeus. Tropes russes van entrar a la ciutat el 30 d'abril de 1909 i hi van romandre sense problemes fins al 1911 quan el destacament rus fou atacat pels fidais. Els russos van enviar més soldats dirigits per Voropanov i van establir tribunals militars que van executar bastants caps locals. Els russos van romandre a la ciutat fins a l'esclat de la guerra el 1914 i l'amenaça per les tropes de Tabriz dels irregulars kurds manats per Enver Pasha. El 6 de gener de 1915 va sortir l'últim soldat rus i la ciutat fou ocupada pels kurds dirigits per Ahmad Mukhtar Bey Shamkhal. Els russos van tornar amb moltes forces el 31 de gener de 1915 i van recuperar la ciutat, si bé representants del govern persa van establir-se a la ciutat que fou nominalment persa.

### Azadistan
En esclatar la revolució a Rússia (finals de 1917) l'exèrcit es va desorganitzar i els soldats russos van evacuar Tabriz a començaments de 1918 però el poder fou entregat no a les autoritats perses sinó al Partit Democràtic (28 de febrer de 1918) dirigit per Ismail Nawbari. El 18 de juny de 1918 els otomans van entrar a la ciutat, el 8 de juliol va entrar el general Ali Ihsan Pasha i el 25 d'agost el comandant en cap Kazim Karabekir Pasha. Nawbari fou enderrocat i col·locat al seu lloc Madjs al-Saltana amb el càrrec de governador de l'Azerbaidjan. Durant un any la situació fou confusa fins que acabada la guerra, el governador persa va entrar a la ciutat el juny de 1919.

### Pahlevis i l'Azerbaidjan autònom
Durant tot el govern de la dinastia Pahlavi Tabriz fou discriminada pel seu separatisme i anhels democràtics. El 1920 era la segona ciutat del país i el 1990 havia esdevingut la quarta ciutat. El 1941 Reza Shah va abdicar i els russos es van establir a Tabriz el setembre i durant el seu govern es va afavorir els comunistes locals. El 10 de desembre de 1941 es va proclamar la república autònoma del Azerbaijan Iranià dirigit pels líder local Djafar Pishawari. Es van produir nacionalitzacions, reforma agrària, igualtat de la llengua, i altres coses bàsiques (com una universitat). Les pressions americanes van obligar els russos a sortir el desembre i el dia 12 de desembre de 1946 les forces iranianes van entrar a la ciutat que va patir unes fortes purgues politiques. Pishawari va fugir a Bakú.

### República islàmica
A la revolució islàmica del 1979 les tendències separatistes van tornar a esclatar però l'aiatol·là Shariatmadari que representava a totes les forces autonomistes i democràtiques de tot el país, si bé es va oposar políticament als radicals de l'aiatol·là Khomeini (al front del Partit Republicà Popular Islàmic), a l'octubre de 1979, quant ja era clar que les tesis de Khomeini s'havien imposat, no va donar continuïtat a les manifestacions dels seus seguidors a Tabriz (que es van apoderar de la ràdio local i dominaven els carrers). Els seguidors de Khomeini van organitzar contramanifestacions i Shariatmadari va dissoldre el partit el desembre de 1979, i es va retirar. Tot i així les tendències nacionalistes continuen tenint a Tabriz el seu principal centre a tot l'Azerbaidjan Iranià.

## Persones il·lustres
- Sayyid Ahmad Kasrawi Tabrizi, historiador, lingüista i jurista.
- Hossein Shahabi (1967), director, guionista i productor de cinema